# Isenthal
Isenthal är en ort och kommun i kantonen Uri, Schweiz. Kommunen har 457 invånare (2023).